# Roca Gran (Josa i Tuixén)
La Roca Gran és una muntanya de 1.846 metres que es troba al municipi de Josa i Tuixén, a la comarca de l'Alt Urgell.